# 建武の徳政令
建武の徳政令（けんむのとくせいれい）とは、建武元年5月3日（1334年6月5日）に出された法令。本来は元弘の乱による論功行賞の円滑化を図ることを目的とした広義の「徳政」の法令で債権債務の無効を定めた徳政令を意図した法令ではなかったが、条文で後醍醐天皇が隠岐に配流されている間に生じた権利変動を原則無効としたことから徳政令と同様の効果を有した。

## 概要
現存の『香取田所文書』（東洋文庫所蔵）などの2通の写文によれば、諸国の国衙に宛てられた検非違使庁牒1通と徳政の方針について記した文書1通とともに出された（徳政の方針について記した文書上に記載されていたとする説もある）他、記録所にも壁書として掲示されたようである。
内容は次の2点である。
- 借銭・本銭返・年季売などは現時点で決済を行い、決算後に利息や収穫物などによる返済が元金の半額を越えていれば、質物となった田畠や物品、及び半額を超過した支払分を直ちに本主（元の所有者）に返還すること。条件付売買において、買得人が未だに条件の履行を受けていない場合でも10年以上経過したものについては履行を受けられないものとする。
- 承久以後の売却地については、買得人がたとえ鎌倉幕府による安堵状を持っている場合であってもその保証は無効とする。元弘の乱で鎌倉幕府に付いた買得人は売却した本主（あるいはその子孫）に返還し、朝廷（大覚寺統）に付いて軍忠をあげた買得人は引き続き保証される。なお、買得人・本主ともに軍忠が認められる場合は、朝廷がこれを裁決する。なお、元弘の変（元弘の乱のきっかけとなった）が発生した元弘元年（1331年）以後の変動については軍忠の有無を問わず一切無効として本主の進退（判断）に属するものとする。

この条文で注目されるのは、次の部分である。
- 1番目の内容の中で、条件付売買（質物・本銭返・質券沽却・年紀沽却）について10年間の年紀法が導入されたことが注目される。当時の条件付売買は実際には債権債務関係にあたることから、借書（借金の証文）に対して返済の時効（その期間を過ぎたら返済を要求できない制限）が設定されていたことになる。
- 2番目の内容の中で、承久の乱によって、本来朝廷から検断権を委託されていたに過ぎない鎌倉幕府が朝廷を軍事的に制圧して検断権そのものを奪い、更に元弘の変では鎌倉幕府が検断権を盾に後醍醐天皇を「謀反人」と認定して（天皇御謀反）、後醍醐天皇の主張するところの正統な天皇に対して廃位・配流を強要して、「偽主」（持明院統光厳天皇）を擁立するに至った。後醍醐天皇は自己の隠岐配流中は正統な政治権力が存在しなかったとしてその期間に行われた「偽主」及び鎌倉幕府の決定は全て無効と宣言したのである。すなわち京都帰還後に朝廷の人事を全て配流以前のものに復させ、それに続いて乱によって生じた所領の移動を全て元に復させた。こうした方針を徹底して日本全国規模において同様の措置を取ろうとしたものと考えられている。また、元弘の乱での論功行賞の一環として、朝廷側に加わった者に対して訴訟の有利を約束したものでもあった。

だが、承久の乱からは既に100年以上が経過しており、地域によっては混乱も生じたことが知られ、『香取田所文書』が作成された下総国もそうした紛争を抱えた地域の1つであったという。